# Tipula satirica
Tipula satirica är en tvåvingeart som beskrevs av Alexander 1971. Tipula satirica ingår i släktet Tipula och familjen storharkrankar. Inga underarter finns listade i Catalogue of Life.